# 라만차

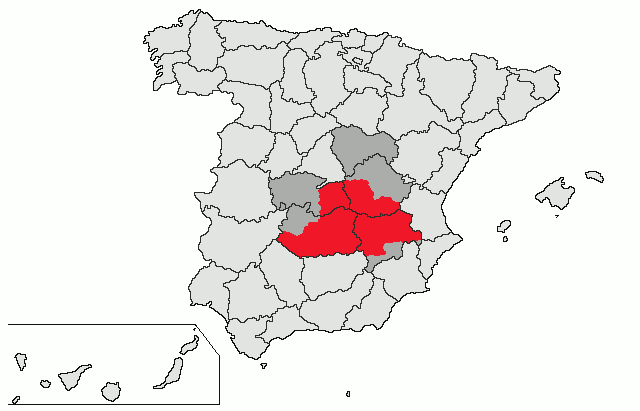
라
만차(빨강)는 행정 구역상으로 카스티야라만차주(회색)의 일부이다.

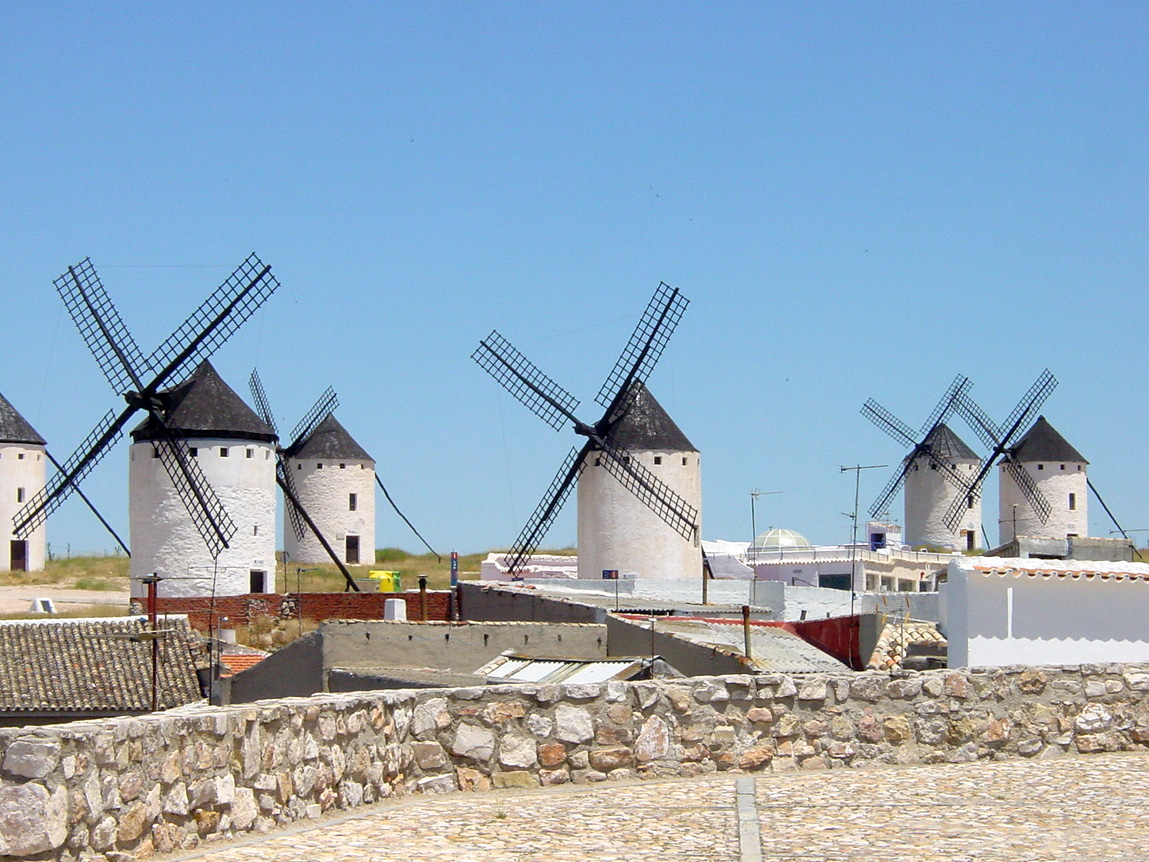
라 만차에 있는 풍차

라 만차(스페인어: La Mancha)는 스페인 중남부의 역사적 지명이다. 오늘날 스페인의 도 가운데 알바세테도, 쿠엥카도, 시우다드레알도, 톨레도도 등을 아우른다. 동쪽으로 쿠엥카에서 시작하여 서쪽으로 톨레도의 산악까지 이어지는 해발 500 - 600 m 가량의 고원 지대로 남으로 시에라 모레나 산맥과 맞닿아 있고 북으로는 라알카리아와 닿아있다. 오늘날 스페인의 광역자치주 체계에서는 카스티야라만차주의 일부를 이룬다.

## 어원
이베리아반도는 한때 이슬람의 여러 왕조가 통치하며 알안달루스라 불렸고 오늘날에도 여러 지역의 지명이 아랍어에서 유래한 것이 많다. 라만차라는 이름도 아랍어의 알만샤(المنشأ)에서 유래한 것으로 여겨진다. "물이 없는 땅"이란 의미인 알만샤는 오늘날에도 알바세테도의 도시 알만사의 이름으로 남아있다. 알만사는 이름과 같이 매우 건조한 기후를 보인다.
아랍어로 고원을 뜻하는 알마냐(المانيا)에서 유래하였다고 보는 견해도 있다. 한편 스페인어에서 만차는 얼룩을 뜻한다. 일종의 가짜동족어로, 이 때문에 건조한 고원에 얼룩지듯 자라는 풀들을 보고 라만차라는 이름이 붙었다는 민간어원이 있다.
영국해협에 있는 프랑스의 라 망슈(La Manche)는 지명학의 입장에서 볼 때 아무런 어원적 관련이 없는 그저 이름이 비슷한 경우일 뿐이지만, 스페인어에서는 영국해협을 "라만차해협"(Canal de la Mancha)이라고 부른다. 프랑스어의 manche는 옷소매를 뜻하는 말로 해당 지역이 영국해협 쪽으로 마치 옷소매처럼 뻣어나간 반도이기 때문에 붙은 이름이다. 스페인어에서 옷소매를 뜻하는 낱말은 "망가"(manga)이다.

## 지리
라만차는 스페인에서 가장 광활한 고원지대로 해발 500 - 600 m의 높은 지대에 펼쳐져 있다. 캄포데몬티엘과 같은 지역은 해발 900 m에 달한다. 이 지역을 지나는 강으로는 서쪽으로 흘러 포르투갈과 국경을 이루는 과디아나강과 그 지류인 잔카라강, 그리고 동쪽으로 흘러 발렌시아에서 바다와 만나는 후카르강이 있다.

## 기후
라만차 지역은 쾨펜의 기후 구분에서 BSk로 분류되는 한랭 스텝 기후이다. 이 때문에 큰 나무가 거의 없고 관목이나 수풀이 자란다. 농작물로는 밀, 보리, 포도, 올리브등이 재배되고 너른 초지를 이용한 목축이 발달되어 있다.

## 돈키호테
미겔 데 세르반테스가 《돈키호테》의 공간적 배경으로 라만차를 선택하면서 라만차는 세계적으로 유명한 지명이 되었다. 세르반테스는 만차라는 낱말이 스페인어로 낡아 빠지고 얼룩진 것을 가리키는 의미로 쓰인다는 점과 라만차가 매우 전형적인 스페인의 시골 오지라는 점을 고려하여 이야기의 배경으로 삼았을 것이다. 세르반데스의 《돈키호테》가 출간된 시점인 17세기 초 유럽은 이미 근세에 접어들어 중세의 기사에 대한 로망은 그야말로 낡디 낡은 것이 되어있었다.

## 같이 보기
- 망슈